# Giovanni Testa
Giovanni Testa (Bergün, 31 luglio 1903 – Sankt Moritz, 18 ottobre 1996) è stato un fondista e politico italiano naturalizzato svizzero.

## Biografia

### Carriera sciistica
Nato nel 1903 a Bergün, in Svizzera, a 24 anni partecipò ai Giochi olimpici di Sankt Moritz 1928, chiudendo 34º nella 18 km con il tempo di 2h08'49".

### Carriera politica
Dopo le Olimpiadi fondò una scuola di sci a Sankt Moritz nel 1929 e fu deputato al Gran Consiglio del Canton Grigioni tra il 1967 e 1969 per i conservatori cristiano-sociali.
Morì nel 1996, a 93 anni.